# Кожно-венерологический диспансер
Кожно-венерологический диспансер — специализированное лечебно-профилактическое учреждение (диспансер), предназначенное для оказания консультативно-диагностической и лечебной помощи населению, а также осуществления профилактических и противоэпидемических мероприятий, предупреждающих возникновение инфекционных, аутоиммунных и других заболеваний кожи и заболеваний, передающихся половым путём.
Первый в СССР кожно-венерологический диспансер был открыт в 1921 году в Москве по адресу ул. Ульяновская, 3 на базе показательной венерологической амбулатории. Его основателем и первым руководителем являлся М. М. Бременер.
В конце 1923 года построена городская кожно-венерологическая больница на 80 коек как отделение 2-й Градской больницы, которая стала прототипом современных диспансеров. На сегодняшний день в здании клиники располагается действующий Кожно-венерологический клинический диспансер № 1 Департамента здравоохранения города Москвы (КВКД № 1 ДЗМ).